# Ткаченко, Андрей Сафронович
Андрей Сафронович Ткаченко (1913 — до 1973) — советский техник-металлург, начальник литейного цеха завода «Запорожсталь», лауреат Ленинской премии (1967) за участие в разработке и внедрении в производство технологии литейного производства изготовления стержней и форм из жидких самотвердеющих смесей.

## Биография
Окончил Запорожский металлургический техникум (1933) и два курса Запорожского машиностроительного института (1939—1941).
С 1934 г. работал в литейном цехе завода «Запорожсталь». С 1946 г. начальник литейного цеха. Работал на заводе до последних дней жизни.
Награждён орденами и медалями.
Умер до 1973 года.